# Wayne Rivers
Wayne Rivers (Hamilton, 1º febbraio 1942) è un ex hockeista su ghiaccio canadese che nel corso della carriera ha militato nella National Hockey League e nella World Hockey Association.

## Carriera
Rivers iniziò a giocare a hockey a livello giovanile per due stagioni nella Ontario Hockey Association per gli Hamilton Red Wings, formazione capace di vincere la Memorial Cup del 1962. Al termine della stagione ebbe già modo di esordire in NHL con la maglia dei Detroit Red Wings giocando due incontri. Dopo aver giocato l'intera stagione successiva in American Hockey League con la maglia degli Hershey Bears nel 1963 entrò nell'organizzazione dei Boston Bruins, alternandosi per le 4 stagioni successive fra la NHL e l'AHL sempre con i Bears.
Entrò nella storia della NHL alla fine della stagione 1966-1967; egli fu infatti l'ultimo giocatore a segnare una rete in stagione regolare nell'era delle Original Six contro i Toronto Maple Leafs. Al termine di quella stagione, rimasto senza squadra, Rivers venne selezionato in occasione dell'NHL Expansion Draft dai St. Louis Blues, una delle sei nuove franchigie iscritte alla NHL.
Dopo una sola stagione si trasferì ai New York Rangers, tuttavia in tre anni giocò solo 4 partite, le ultime della sua carriera in NHL. Si rivelò invece un ottimo attaccante nelle formazioni affiliate delle leghe minori e nel 1970 partecipò con successo ai playoff dei Buffalo Bisons in AHL e degli Omaha Knights in CHL. Dopo un anno ai Baltimore Clippers disputò la stagione 1971-72 con gli Springfield Kings, conquistando il titolo di miglior marcatore della lega con 48 reti in 68 partite.
Nel 1972 Rivers si trasferì nella World Hockey Association, lega professionistica nata per rivaleggiare contro la NHL. Dopo due stagioni a New York la franchigia con cui militò fino ad allora si trasferì a San Diego e fu proprio con i San Diego Mariners che ebbe la migliore stagione della propria carriera: Rivers concluse la stagione 1974-75 come sesto miglior marcatore della lega con 107 punti in 74 partite.
Lasciò la WHA nel 1977 per trasferirsi in una lega minore, la Pacific Hockey League, nella quale giocò per due stagioni vincendo un titolo prima del ritiro definitivo giunto nel 1979.

## Palmarès

### Club
- Calder Cup: 1

Buffalo: 1969-1970
- Adams Cup: 1

Omaha: 1969-1970
- Pacific Hockey League: 1

San Francisco: 1977-1978
- Memorial Cup: 1

Hamilton: 1962

### Individuale
- AHL First All-Star Team: 1

1971-1972
- AHL Second All-Star Team: 1

1966-1967, 1970-1971
- CPHL Second All-Star Team: 1

1967-1968